# Jeff Hornacek
Jeff Hornacek (né  le 3 mai 1963 à Elmhurst, Illinois) est un joueur et entraîneur américain de basket-ball. Pendant sa carrière de joueur, il évolue au poste d'arrière et est reconnu pour la fiabilité de son tir à trois-points.

## Biographie

### Carrière de joueur
Après être passé par Iowa State University sans recevoir de bourse sportive, Jeff Hornacek est choisi en 46e position lors du second tour de la draft 1986 par les Suns de Phoenix. Là il se fait une place en devenant titulaire au milieu de sa deuxième saison et devient All-Star (en 1992). Il passe plus de 10 ans en NBA en tant que tireur fiable et efficace. Après son transfert dans la franchise du Jazz de l'Utah, il aide le duo Stockton - Malone et leur permet d'accéder aux finales NBA de 1997 et 1998, toutes deux perdues contre les Bulls de Chicago de Michael Jordan.
De 1987 à 1992, il est l'arrière titulaire des Suns de Phoenix. Il y forme un remarquable duo d'extérieurs avec Kevin Johnson, réussissant chaque saison plus de 15 points et 5 passes de moyennes.
En 1992, Jeff Hornacek devient All-Star et à la fin de cette saison il est échangé aux Sixers de Philadelphie avec deux autres joueurs de seconde zone contre Charles Barkley. À Philadelphie, il reste une saison et demie et joue au poste de meneur de jeu, pour former là encore une paire extérieure efficace avec Hersey Hawkins.
En février 1994, il est transféré au Jazz de l'Utah contre Jeff Malone. Et dès lors il transforme une équipe d'éternels challengers en prétendants au titre NBA. Il y forme avec John Stockton la paire d'arrières la plus adroite de la NBA.
En 1997, Hornacek atteint avec John Stockton et Karl Malone les Finales NBA. Mais, malheureusement, l'obstacle formé par les Bulls de Chicago de Michael Jordan est infranchissable. Il en est de même la saison suivante.
En 1998 et 2000 il gagne le concours AT&T du meilleur tireur à trois points au NBA All-Star Game. À la fin de cette saison et après plusieurs saisons où il souffre du genou, et parce que sa famille lui manque trop lors des matchs à l'extérieur il décide de mettre un terme à sa carrière. Il joue quatorze saisons au plus haut niveau durant 1 077 matchs pour 5 281 passes décisives et 15 669 points devenant le dix-huitième joueur de l'histoire à franchir ce cap. Son pourcentage au lancer franc en carrière est de 87,3 % le neuvième de l'histoire de la NBA.

### Carrière d'entraîneur
Jeff Hornacek agit encore sporadiquement auprès du Jazz de l'Utah en entraînant certains joueurs aux tirs extérieurs ou aux lancers-francs (notamment Kirilenko et Fesenko). On le voit donc assez fréquemment du côté de Salt Lake City - en revanche il ne se déplace pas avec l'équipe.
En 2011, Hornacek devient entraîneur adjoint permanent de l'équipe du Jazz. La franchise de Salt Lake City est d'ailleurs en pleine reconstruction depuis le départ de Jerry Sloan.
Le 28 mai 2013, il est nommé entraîneur des Suns de Phoenix. Il est désigné meilleur entraîneur du mois de décembre et devient le premier dans l’histoire de la NBA à cumuler les trophées de joueur et entraîneur du mois avec la même franchise. Dès sa première année, il finit deuxième au vote de NBA Coach of the Year (derrière Gregg Popovich).
Durant l'été 2016, il est choisi par Phil Jackson pour devenir entraîneur des Knicks de New York qui explique « J’aimais sa façon de donner de la liberté à ses joueurs à l’intérieur des systèmes. C’est exactement comme ça que fonctionne le jeu en triangle. Jeff est un bon coach pour des systèmes, et c’est quelque chose qui me semblait absolument nécessaire au moment d’engager un coach. Jeff a aussi un impact positif sur les joueurs, en les aidant à croire en eux. » Son nom est soufflé par Kurt Rambis qui explique qu'ils « avaient joué ensemble pendant plusieurs saisons aux Suns. Leur coach, Cotton Fitzsimmons, avait été assistant à Kansas State sous la coupe de Tex Winter. Il connaissait donc le triangle, l’enseignait et il y croyait. C’est à cette époque que Jeff a fait équipe avec Kevin Johnson avec une attaque basée sur deux arrières. C’est là-dessus que se base le jeu en triangle ».
Depuis 2022, il est de retour dans la franchise qu'il a le plus marquée, le Jazz de l'Utah, en témoigne son maillot retiré par l'équipe de Salt Lake City, en qualité de conseiller/assistant du coach Will Hardy.

## Palmarès

### En Franchise
- Finaliste NBA contre les Bulls de Chicago en 1997 et 1998 avec le Jazz de l'Utah.
- Champion de la Conférence Ouest en 1997 et 1998 avec le Jazz de l'Utah.
- Champion de la Division Midwest en 1997 et 1998 avec le Jazz de l'Utah.

### Distinctions personnelles
- Vainqueur du concours de tirs à 3 pts du NBA All-Star Week-end 1998 et NBA All-Star Week-end 2000.
- 1 participation au NBA All-Star Game en 1992.

## Pour approfondir
- Liste des joueurs en NBA ayant joué plus de 1 000 matchs en carrière.
- Liste des meilleurs marqueurs en NBA en carrière.
- Liste des meilleurs intercepteurs en NBA en carrière.